# Stjórnin
Stjórnin est un duo musical islandais.

## Histoire
Le groupe se compose de deux chanteurs, Grétar Örvarsson (né le 11 juillet 1959) et Sigríður Beinteinsdóttir (née le 24 juillet 1962). Ensemble, ils représentent l'Islande au Concours Eurovision de la chanson 1990 qui s'est tenue à Zagreb. Leur chanson, Enn lag Eitt atteint la 4e place sur 22 chansons. Les deux chanteurs sont ensuite membres d'un autre groupe Eurovision, Heart 2 Heart, qui représente lui aussi l'Islande en 1992 avec la chanson Nei eda ja. Cette chanson finit 7e sur 23 à Malmö, en Suède.
Beinteìnsdottir, sous le nom de scène Sigga, fait une troisième apparition Eurovision en solo pour l'Islande, en 1994. Sa chanson Naetur se classe 12e sur 25 à Dublin, en Irlande.
En 2018, ils sortent leur album Ég fæ aldrei nóg af þér. En 2023, leur single Stjórnlaus se classe 40e des charts islandais.

## Discographie

### Albums studio
- 1990 : Eitt lag enn
- 1991 : Tvö líf
- 1992 : Stjórnin
- 1993 : Rigg
- 1995 : Stjórnarlögin 1989-1995
- 1996 : Sumar nætur
- 1999 : Stjórnin@2000
- 2018 : Ég fæ aldrei nóg af þér

### Singles
| Single                  | Année | Meilleure position | Album ou EP             |
| Single                  | Année | ISL                | Album ou EP             |
| ----------------------- | ----- | ------------------ | ----------------------- |
| Ég fæ aldrei nóg af þér | 2018  | —                  | Ég fæ aldrei nóg af þér |
| Enn ein jól             | 2018  | —                  | Singles exclusifs       |
| Segðu já                | 2019  | —                  | Singles exclusifs       |
| Hleypum gleðinni inn    | 2021  | 80                 | Singles exclusifs       |
| Í skýjunum              | 2022  | —                  | Singles exclusifs       |
| I lare ei               | 2022  | —                  | Singles exclusifs       |
| Stjórnlaus              | 2023  | 40                 | Singles exclusifs       |